# Йохан III фон Юлих-Клеве-Берг
Йохан III фон Юлих-Клеве-Берг (на немски: Johann von Jülich-Kleve-Berg, Johann der Friedfertige; * 10 ноември 1490, † 6 февруари 1539) от фамилията Ламарк, е първият владетел на Обединените херцогства Юлих-Клеве-Берг (1511 – 1539), граф на Равенсберг (1511 – 1539), херцог на Гелдерн (1521 – 1539), граф на Марк (1521 – 1539).

## Живот
Той е син и наследник на херцог Йохан II (1458 – 1521) от Клеве-Марк и съпругата му Мехтхилд фон Хесен (1473 – 1505), дъщеря на ландграф Хайнрих III „Богатия“ фон Хесен.
През 1496 г. на 6 години Йохан III е сгоден за 5-годишната Мария от Юлих-Берг (1491 – 1543), единствената дъщеря на херцог Вилхелм фон Юлих-Берг и съпругата му Сибила Бранденбургска (1467 – 1524), дъщеря на курфюрст Албрехт Ахилес. След 14 години през 1510 г. той се жени за нея в Дюселдорф.
След смъртта на тъста му херцог Вилхелм фон Юлих-Берг той поема през 1511 г. управлението на Юлих, Берг и Равенсберг. През 1521 г. той наследява и баща си Йохан II фон Клеве в Клеве и Марк и образува така Обединените херцогства Юлих-Клеве-Берг, с което става най-могъщ княз в немския запад.
Умира през 1539 г. на 48-годишна възраст.

## Деца
Йохан и Мария от Юлих  имат децата:
- Сибила (1512 – 1554), ∞ 1527 за Йохан Фридрих I, курфюрст на Саксония
- Ана Клевска (1515 – 1557), ∞ 6 януари 1541 г. за английския крал Хенри VIII
- Вилхелм Богатия (1516 – 1592), херцог на Юлих-Клеве-Берг
- Амалия (1517 – 1586)

- Сибила, худ. Лукас Кранах Стари
- Ана Клевска,
 худ. Ханс Холбайн Младия
- Вилхелм Богатия,
 худ. Хенрих Алдегревер
- Портрет на Амалия,
 худ. Ханс Холбайн Младия

## Произведения
- VAn Gots genadenn.// Wir Johan Hertzog zů Cleef,// Gulich vnnd Berg Graff zů der // Marck vnnd Rauenßberg etc. doin // kunt ... (Kirchenordnung), Johannes Soter, Köln, Monreberg, 8. April 1533 (Online), Universitäts- und Landesbibliothek Düsseldorf